# Matera Calcio
Matera Calcio (wł. Unione Sportiva Dilettantistica Matera Calcio 2019) – włoski klub piłkarski, mający siedzibę w mieście Matera, w południowo-wschodniej części kraju, grający od sezonu 2020/21 w rozgrywkach Prima Categoria Basilicata.

## Historia
Chronologia nazw:
- 1933: Unione Sportiva Matera
- 1937: Associazione Sportiva Materana
- 1941: G.U.F. Matera
- 1946: Circolo Sportivo Matera
- 1949: Associazione Sportiva Matera Calcio
- 1958: klub rozwiązano
- 1958: Libertas Matera
- 1960: Polisportiva Matera – po fuzji z Polisportiva Matheola
- 1962: Libertas Matera
- 1964: Foot Ball Club Matera
- 1988: klub rozwiązano
- 1988: Pro Matera Sport – po fuzji klubów Foot Ball Club Matera i Pro Matera
- 1990: Matera Sport
- 1995: Polisportiva Matera
- 1998: Associazione Sportiva Materasassi (Polisportiva Matera przemianowany na A.C. Matera)
- 1999: (A.C. Matera przemianowany na A.C. Matera Promos Consult)
- 2001: (A.C. Matera Promos Consult przemianowany na Gaetano Scirea i potem rozwiązany)
- 2003: Football Club Matera
- 2012: klub rozwiązano
- 2012: Associazione Sportiva Dilettantistica Matera Calcio – po odkupieniu licencji od Irsinese
- 2014: Società Sportiva Matera Calcio
- 2019: klub rozwiązano
- 2019: Unione Sportiva Dilettantistica Matera Calcio 2019

Klub sportowy US Matera został założony w miejscowości Matera 5 września 1933 roku. Wkrótce klub dołączył do FIGC i w sezonie 1933/34 debiutował w Terza Divisione Pugliese (D5), awansując do Seconda Divisione Pugliese. W 1935 zdobył promocję do Prima Divisione Pugliese. W sezonie 1935/36 jako trzeci poziom została wprowadzona Serie C, a poziom Prima Divisione został obniżony do czwartego poziomu. Po zakończeniu sezonu 1936/37, w którym zajął pierwsze miejsce w grupie B Prima Divisione Pugliese i został dopuszczony do turnieju finałowego, ze względów ekonomicznych dobrowolnie zrezygnował z dalszej gry. Klub zmienił nazwę na AS Materana i zawiesił działalność na kilka lat. W 1941 klub wznowił działalność i z nazwą G.U.F. Matera rozpoczął występy w Seconda Divisione Lucana. W 1942 zespół awansował do Prima Divisione Pugliese, ale w 1943 roku, po rozpoczęciu na terenie Włoch działań wojennych II wojny światowej, mistrzostwa 1943/44 zostały odwołane. Od stycznia do lipca 1945 występował w wojennych rozgrywkach Torneo misto pugliese.
Po zakończeniu II wojny światowej, klub wznowił działalność w 1946 roku jako CS Matera i w sezonie 1947/48 startował w Prima Divisione Puglia, która w 1948 roku w wyniku reorganizacji systemu lig została zdegradowana do piątego poziomu. W 1949 roku klub zmienił nazwę na AS Matera Calcio. W 1950 awansował do Promozione Puglia, ale po roku spadł z powrotem do Prima Divisione Puglia. W 1952 zdobył awans do Promozione Puglia, a w 1953 do IV Serie, która w 1957 została przemianowana na Campionato Interregionale - Seconda Categoria. W 1958 po zakończeniu sezonu klub z przyczyn finansowych ogłosił upadłość.
W 1958 inny klub o nazwie Libertas Matera stał się główną drużyną miasta, a w 1963 roku oficjalnie przejął tradycje zbankrutowanego klubu. W sezonie 1958/59 zespół startował w Campionato Dilettanti Lucano (D5) i został zakwalifikowany do Prima Categoria Basilicata. W 1960 po fuzji z Polisportiva Matheola klub przyjął nazwę Polisportiva Matera, a w 1962 przywrócił poprzednią nazwę Libertas Matera. W 1964 klub znów zmienił nazwę, tym razem na FBC Matera. W 1965 został promowany do Serie D. W 1968 otrzymał promocję do Serie C. W 1975 spadł na rok do Serie D. Przed rozpoczęciem sezonu 1978/79 Serie C została podzielona na dwie dywizje: Serie C1 i Serie C2, wskutek klub został zakwalifikowany do Serie C1. W 1979 awansował do Serie B. W sezonie 1979/80 zajął 20.miejsce w Serie B i spadł z powrotem do Serie C1. W 1981 został zdegradowany do Serie C2, a w 1987 do Campionato Interregionale. Po zakończeniu sezonu 1987/88 klub przez niewypłacalność finansową został zdegradowany do Promozione Basilicata.
W sezonie 1988/89 klub został zdyskwalifikowany z mistrzostw Promozione Basilicata i w międzyczasie połączył się z Pro Matera, który występował w Campionato Interregionale, po czym nazwa klubu została zmieniona na Pro Matera Sport. W 1990 klub skrócił nazwę na Matera Sport. W 1991 awansował do Serie C2. W 1993 klub otrzymał promocję do Serie C1, ale po roku spadł z powrotem. W 1995 klub ponownie zbankrutował, ale powstał nowy klub Polisportiva Matera, który przejął tytuł sportowy poprzednika. W 1997 roku z powodu problemów ekonomicznych zespół został zdegradowany do Campionato Nazionale Dilettanti (D5), a w 1998 do Eccellenza Basilicata.
W sezonie 1998/99 w Eccellenza Basilicata startowały dwie miejskie drużyny - stary klub, który przyjął nazwę AC Matera oraz AS Materasassi, który zajął trzecie miejsce i został głównym klubem miasta. W następnym sezonie 1999/2000 zespół AS Materasassi zwyciężył w Eccellenza Basilicata i otrzymał promocję do Serie D. Drugi klub AC Matera zmienił nazwę na AC Matera Promos Consult, zajmując 3.miejsce w Eccellenza Basilicata. Po zakończeniu sezonu 2000/01, w którym zajął 8.miejsce, AC Matera Promos Consult zmienił nazwę na Gaetano Scirea, jednak zrezygnował z dalszych występów i został rozwiązany.
W 2003 klub AS Materasassi zmienił nazwę na FC Matera i kontynuował występy w Serie D. W 2010 liga zmieniła nazwę na Lega Pro Seconda Divisione. W 2011 klub został zdyskwalifikowany z lig zawodowych z powodu zaległości finansowych i rozpoczął występy w najniższej lidze Terza Categoria Materana (D10). Po zakończeniu sezonu 2011/12 klub ogłosił upadłość.
W 2012 roku powstał nowy klub o nazwie ASD Matera Calcio i po odkupieniu licencji od Irsinese startował w rozgrywkach Serie D. W 2014 zespół został promowany do Lega Pro, po czym zmienił nazwę na SS Matera Calcio. Przed rozpoczęciem sezonu 2017/18 liga Lega Pro przyjęła nazwę Serie C. W sezonie 2018/19 po czterech wycofaniach zespół w 26. kolejce został zdyskwalifikowany z mistrzostw, po czym klub został rozwiązany.
W 2019 klub został reaktywowany z nazwą USD Matera Calcio 2019 i startował w sezonie 2019/20 w Seconda Categoria Basilicata, zdobywając mistrzostwo grupy i awans do Prima Categoria Basilicata.

## Barwy klubowe, strój
|  |  |

Klub ma barwy biało-błękitne. Zawodnicy domowe spotkania zazwyczaj grają w białych koszulkach ze skośnym niebieskim paskiem, białych spodenkach oraz niebieskich getrach.

## Sukcesy

### Trofea międzynarodowe
Nie uczestniczył w rozgrywkach europejskich (stan na 31-05-2020).

### Trofea krajowe
| \| \| Zdobyte trofea w rozgrywkach Włoch (stan na: 31-08-2020) \| |                                                          |      |                  |
| Rozgrywki                                                         | Osiągnięcie                                              | Razy | Sezon(y)         |
| · Mistrzostwo                                                     | I miejsce                                                | 0    |                  |
| · Mistrzostwo                                                     | II miejsce                                               | 0    |                  |
| · Mistrzostwo                                                     | III miejsce                                              | 0    |                  |
| · Puchar                                                          | zdobywca                                                 | 0    |                  |
| · Puchar                                                          | finalista                                                | 0    |                  |
| · Puchar                                                          | 1/64 finału                                              | 2    | 2016/17, 2017/18 |
| II liga                                                           | I miejsce                                                | 0    |                  |
| II liga                                                           | II miejsce                                               | 0    |                  |
| II liga                                                           | III miejsce                                              | 0    |                  |
| II liga                                                           | 20.miejsce                                               | 1    | 1979/80          |
| Włochy                                                            | Zdobyte trofea w rozgrywkach Włoch (stan na: 31-08-2020) |      |                  |

- Serie C1/Lega Pro (D3):
  - mistrz (1x): 1978/79 (B)
  - 3.miejsce (2x): 2014/15 (C), 2016/17 (C)

## Piłkarze, trenerzy, prezydenci i właściciele klubu

### Prezydenci
...
- 1933–1934:  cav. Mario Petracca, potem avv. Leonardo Cospito
- 1934–1935:  Cesare Zagarella

...
- od 2019:  Giuseppe Battilomo

## Struktura klubu

### Stadion
Klub piłkarski rozgrywa swoje mecze domowe na Stadio XXI Settembre-Franco Salerno w mieście Matera o pojemności 7,5 tys. widzów.

### Derby
- AS Melfi
- Vigor Trani Calcio
- Foggia Calcio
- SS Juve Stabia
- Taranto FC 1927
- Brindisi FC